# Холирудская церковь (Уотфорд)
Холирудская церковь (англ. Holy Rood Church) ― католическая приходская церковь в городе Уотфорд, графство Хартфордшир, Великобритания. Была построена в 1889―1890 годах. Расположена на пересечении Маркет-стрит и Эксчейндж-роуд. Архитектор ― Джон Фрэнсис Бентли. Здание церкви имеет статус исторического памятника I класса.

## История

### Основание
В 1863 года отец Джордж Бэмпфилд прибыл в Уотфорд, чтобы провести католическую мессу в съёмном помещении на Кэри-плейс. В том же году он приобрёл в городе земельный участок и построил там хижину, которая затем стала часовней.
В 1882 году, когда число католиков в городе возросло, им потребовалась новая, более обширная территория.  Отец Бэмпфилд купил ещё один участок на Уотер-лейн и построил там другую часовню. Она была открыта в 1883 году и использовалась до открытия Холирудской церкви.

### Строительство
29 августа 1889 года был заложен первый камень Холирудской церкви. Строительство было в значительной степени оплачено Стивеном Тапреллом Холландом, владельцем строительной фирмы Holland & Sons. Для проектирования церкви он нанял Джона Фрэнсиса Бентли. Церковь была открыта 16 сентября 1890 года. К этому дню были завершены пресвитерий, неф, трансепты и южный проход. После открытия здание церкви продолжило дорабатываться: так, рядом была возведена часовня Святого Духа, пристроен северный проход и баптистерий. 7 мая 1894 года кардиналом Гербертом Воганом был заложен фундамент башни. 5 июля 1900 года полностью законченный храм был освящен епископом Робертом Бриндлом.
В 1966 году в церкви был проведён ремонт. Часть камня нуждалась в замене, а внутреннее убранство ― в чистке. В 1990 году произошла ещё одна реконструкция:  каменная кладка и крыша были отремонтированы, росписи на стенах ― обновлены.